# Hans-Joachim Zander

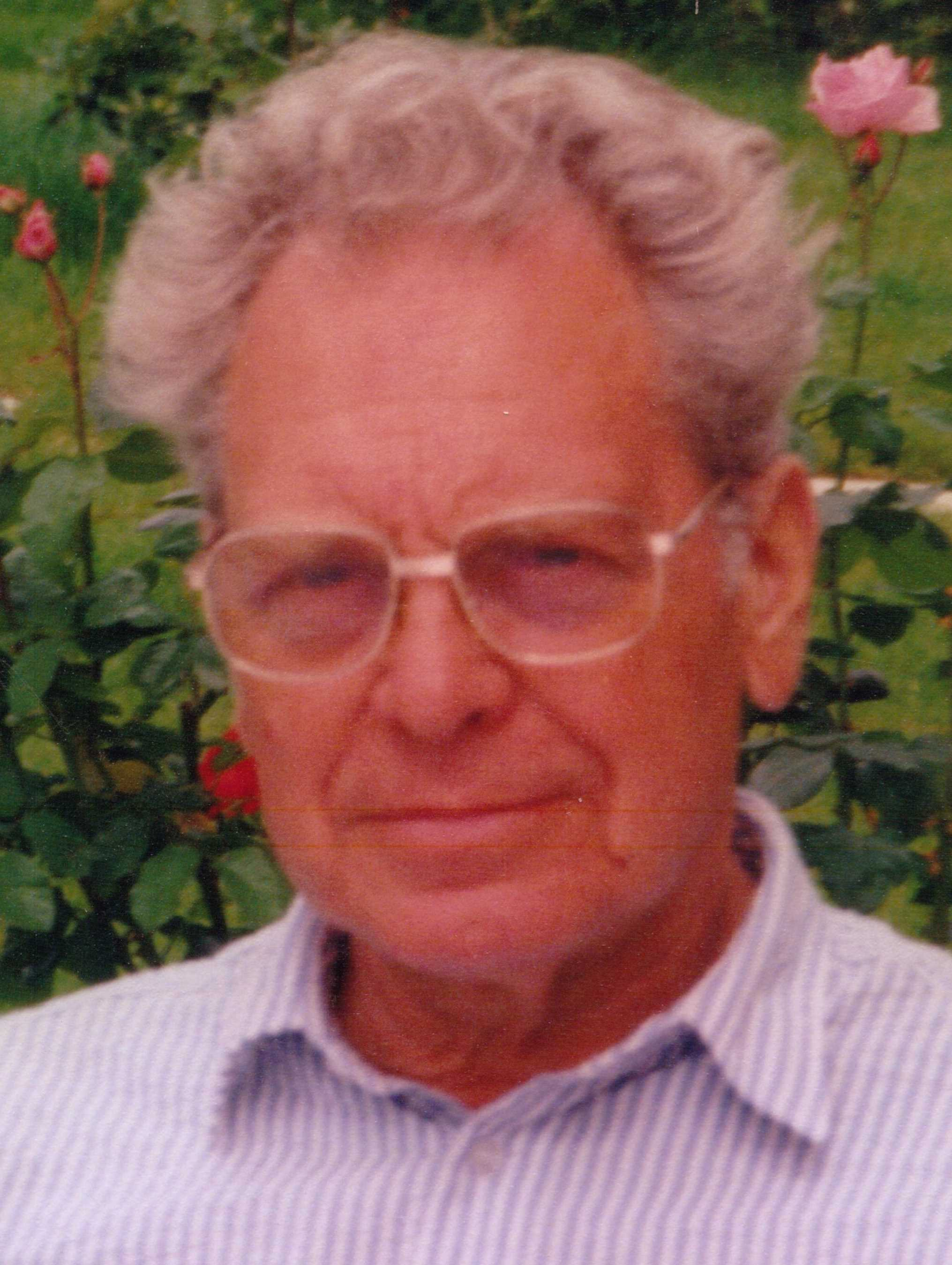
Hans-Joachim Zander

Hans-Joachim Zander (* 27. August 1933 in Memel; † 12. April 2024) war ein deutscher Ingenieur und Hochschullehrer. Er gehörte zu den Pionieren der Steuerungstechnik.

## Leben und Ausbildung
Hans-Joachim Zander wurde 1933 als Sohn des Maschinenschlossers Hans Zander und seiner Ehefrau Gertrud in Memel geboren. Als er fünf Jahre alt war, starb seine Mutter und hinterließ drei Kinder.
Von 1940 bis 1944 besuchte er die Volksschule in Memel und legte im Sommer 1944 die Prüfung für das Gymnasium ab. Unmittelbar danach musste die Familie aufgrund der Kriegsgeschehnisse Memel verlassen und wurde nach Hartha im Kreis Döbeln (Sachsen) umgesiedelt. Der Vater kehrte erst 1947 aus sowjetischer Kriegsgefangenschaft zurück. In Hartha vollendete H.-J. Zander 1948 seine achtjährige Grundschulzeit, danach begann seine Oberschulzeit in Waldheim und Mittweida.
Nach dem Abitur 1952 an der Oberschule Mittweida folgte zwischenzeitlich seine Berufsausbildung zum Elektromechaniker. 1959 erwarb er an der TH Dresden nach einem Elektrotechnik-Studium den akademischen Grad Diplom-Ingenieur in der Fachrichtung Schwachstromtechnik mit der Vertiefungsrichtung Regelungstechnik bei Heinrich Kindler, Direktor des Instituts für Regelungstechnik. Er gehörte zur ersten Studentengeneration, aus der auch die Professoren Wolfgang Weller (Berlin) und Herbert Ehrlich (Magdeburg/Leipzig) hervorgegangen sind. Aufgrund seiner Leistungen hat ihm Kindler eine Stelle als wissenschaftlicher Mitarbeiter in der gleichzeitig von ihm geleiteten Arbeitsstelle für Regelungs- und Steuerungstechnik Dresden (später Instituts-Status) der Deutschen Akademie der Wissenschaften (DAW) zu Berlin angeboten. Der Berufseinstieg von Hans-Joachim Zander erfolgte also 1959 bei der DAW in Dresden. Er arbeitete von Anfang an in der Abteilung Schaltsysteme (Steuerungstechnik).

## Steuerungstechniker in der Wissenschaft
Hans-Joachim Zander befasste sich zunächst mit der Entwicklung von Bauelementen und Baueinheiten der Steuerungstechnik. Ein besonderes Ergebnis ist das von Zander entwickelte kontaktlose System zur Fehlersignalisierung in industriellen Steuerungsanlagen, das auf der Basis spezieller Translog-Bausteine arbeitete und für das auch Patente angemeldet wurden. Dieses Signalsystem, das in den Elektro-Apparate-Werken (EAW) Berlin-Treptow produziert wurde, kann aus heutiger Sicht als eines der ersten einfachen Prozessleitsysteme für Steuerungsanlagen angesehen werden. Ein ähnliches System wurde auch von der Firma Siemens entwickelt, so dass von dieser Seite Patenteinsprüche erfolgten, die aber abgewehrt wurden.
Seit Mitte der 1960er Jahre arbeitete Zander dann vor allem auf dem Gebiet der Theorie der Schaltsysteme und endlichen Automaten und befasste sich mit der Entwicklung von Methoden zum Entwurf von industriellen Steuerungen.
Als erstes widmete sich Zander dem Problem der Zustandsminimierung, wodurch eine Verringerung der Anzahl benötigter Speicherelemente erreicht wird. Im Jahre 1968 wurde er dazu mit seiner Dissertation bei Heinrich Kindler zum Dr.-Ing. promoviert. Zu dieser Problematik hat er auf dem 4. IFAC-Weltkongress in Warschau 1968 einen stark beachteten Vortrag gehalten, der daher auch im IFAC-Journal Automatica veröffentlicht wurde. In der Folge entwickelte und publizierte Zander verschiedene Methoden zur Minimierung von kombinatorischen Schaltsystemen mit mehreren Ausgängen sowie Methoden und Schaltungsstrukturen zur Vermeidung von Hazards in sequentiellen Schaltsystemen.
Als der Abteilungsleiter für Schaltsysteme Siegfried Pilz 1968 eine Berufung zum Professor für Informationstechnik an die TH Ilmenau erhielt, übernahm Zander die Leitung dieser Abteilung des Instituts. Arbeitsschwerpunkte der Abteilung in den 1970er Jahren waren Entwicklungen zu einem umfassenden Programmsystem für den Rechnergestützten Entwurf digitaler Steuerungen (RENDIS), das in Kooperation mit dem Industrie-Institut für Elektroanlagen (IEA) Berlin entstand und für Robotron-Großrechner implementiert wurde.
Die Konzeption und die grundlegenden Algorithmen von RENDIS wurden im Jahre 1973 von Zander und seinen verantwortlichen Mitarbeitern Eberhard Oberst und Peter Hummitzsch in der Fachzeitschrift messen, steuern, regeln veröffentlicht. Dieses Programmsystem fand auch international große Beachtung.
Da sich Ende der 1970er Jahre in der Steuerungstechnik mit dem Aufkommen der Prozessor- und SPS-Technik bereits der generelle Wandel von der verbindungsprogrammierten Steuerung (VPS) mit Relais und kontaktlosen Logik-Elementen zur speicherprogrammierbaren Steuerung (SPS) abzeichnete, ließ das große Interesse an RENDIS aus steuerungstechnischer Sicht etwas nach. Dafür stieg es aber in Einrichtungen, die sich mit dem Schaltkreisentwurf der Mikroelektronik und mit der Entwicklung von Digitalrechnern befassten.
Im Jahre 1971 hat Zander seine Habilitationsschrift eingereicht, für die ihm der akademische Grad „Doktor der Wissenschaften“ (doctor scientiae technicarum, Dr. sc. techn.) verliehen wurde. Dieser Grad ist 1991 in Dr.-Ing. habil. umgewandelt worden.
Im Zuge der Akademiereform von 1968 bis 1972 wurde das Institut für Regelungs- und Steuerungstechnik Dresden als Bereich Technische Kybernetik in das neu gegründete Zentralinstitut für Kybernetik und Informationsprozesse (ZKI) Berlin eingeordnet. Zander wurde im Jahre 1971 neben der Leitung der Abteilung Schaltsysteme auch die Gesamtleitung des Dresdener Bereiches übertragen. 1973 wurde Zander dann vom Akademiepräsidenten Hermann Klare zum Professor an der Akademie der Wissenschaften der DDR (AdW) ernannt, wie die Bezeichnung der DAW nach der Akademiereform lautete.
Im Jahre 1972 ist als gemeinsame Forschungseinrichtung von 12 führenden Industriestaaten aus West und Ost das „International Institute for Applied Systems Analysis“ (IIASA) in London gegründet worden, insbesondere durch die USA, Sowjetunion, BRD, DDR u. a. Es wurde im Schloss Laxenburg bei Wien untergebracht, und hier haben international bekannte Wissenschaftler auch auf dem Gebiet der Kybernetik, Automatik und Informatik interdisziplinär zusammengearbeitet, wobei die DDR u. a. durch die Professoren Klaus Fuchs-Kittowski und Manfred Peschel (Berlin), Horst Strobel und Hans-Joachim Zander (Dresden) zeitweilig vertreten war. Durch diese Mitarbeit konnte Zander seinen Forschungsstand bei der AdW direkt mit dem internationalen Niveau vergleichen sowie seine internationalen Kontakte erweitern.

## Professor an der Universität
Der 1969 gegründete Wissenschaftsbereich Regelungstechnik und Prozesssteuerung der TU Dresden wurde von Heinrich Kindler bis zu seiner Emeritierung im Jahre 1975 geleitet. 1978 wurde schließlich Heinz Töpfer von der TH Magdeburg nach Dresden als sein Nachfolger umberufen, seine bisherigen Aufgaben in Magdeburg übernahmen Siegfried Rudert und Ulrich Korn.
Töpfer war in Dresden an einem Spezialisten für Steuerungstechnik interessiert und konnte dafür Hans-Joachim Zander begeistern. Dieser verfügte auf dem Fachgebiet über reichlich Erfahrungen aus Forschung und Industrieanwendung sowie aus seiner akademischen Lehre in Dresden und Magdeburg. Schließlich gelang Töpfer eine Übereinkunft mit der AdW, dass Zander 1983 vom Institutsteil Dresden des ZKI in den Wissenschaftsbereich Regelungstechnik und Prozesssteuerung (später Automatisierungstechnik) der TU Dresden wechseln konnte. Zander vermochte nun, seine umfangreichen Erfahrungen auf dem Gebiet der Steuerungstechnik verstärkt in die akademische Lehre und die universitäre Forschung einzubringen. Hier gehörte neben der eigentlichen Steuerungstechnik auch das Gebiet der Steuerung von Industrierobotern zu seinem Aufgabenbereich.
Zander setzte sich zunächst für eine Komplettierung der gerätetechnischen Basis für Lehre und Forschung ein. So entstand ein „Roboterlabor“ und als Ergänzung zum bereits bestehenden regelungstechnischen Praktikum ein Laborpraktikum „Steuerung diskreter Prozesse“ unter Nutzung von VPS und SPS.
Seine Forschungsaktivitäten betrafen in zeitlicher Reihenfolge:
- Leitung grundlegender Arbeiten zur Schaffung eines Kollisionsschutzsystems für Industrieroboter in Kooperation mit dem Zentralinstitut für Metallurgie (ZIM) Leipzig.
- Mitwirkung an der Entwicklung einer einheitlichen Fachsprache für programmierbare Regel- und Steuereinrichtungen in Kooperation mit dem Kombinat Elektro-Apparate-Werke (KEAW) Berlin-Treptow.
- Beiträge für die Schaffung einer Theorie zur Modellbildung von Steuerstrecken in Verbindung mit Verfahren zum modellbasierten Entwurf der Steuerungen.

Von 1993 bis 1997 war Zander in der von den Professoren Heinz Töpfer und Albert Jugel gegründeten Firma Automatisierung Dresden GmbH (ADG) als freier Mitarbeiter tätig und bearbeitete dort steuerungs- und regelungstechnische Aufgaben für die Industrie.
Im Jahr 2000, als Zander schon im Ruhestand war, brachte K. Janschek, Leiter des Instituts für Automatisierungstechnik an der TU Dresden, in einem persönlichen Gespräch zum Ausdruck, dass man doch auch beim Steuerungsentwurf „Prozessmodelle“ verwenden sollte, ähnlich wie in der Regelungstechnik.
Zander beschäftigte sich nach dieser Anregung durch Janschek nochmals intensiv und mehrere Jahre mit der Problematik und legte ein praxistaugliches Verfahren vor. Hierüber hat Zander dann in der Fachzeitschrift Automatisierungstechnik 2005 und 2007 publiziert.
Während seiner gesamten Tätigkeit als Wissenschaftler an der Akademie und als Hochschullehrer setzte sich Hans-Joachim Zander für den Aufbau und weiteren Ausbau des Fachgebietes Steuerungstechnik ein. Damit hat er zugleich einen wichtigen Grundstein zu einem breiten und zukunftsgemäßen Fachprofil der Automatisierungstechnik gelegt. Seinem Wirken seit Anfang der 1960er Jahre ist es also wesentlich zu verdanken, dass sich das Fachgebiet Steuerungstechnik erfolgreich entwickeln konnte. Insgesamt hat Zander eine nachhaltige Wirkung auf seinem Fachgebiet hinterlassen. Hans-Joachim Zander gehört damit zu den Pionieren der Steuerungstechnik.
Seine Forschungsergebnisse fanden ihren Niederschlag auch in sechs Buchveröffentlichungen und über 50 Veröffentlichungen in Fachzeitschriften und Proceedings internationaler Tagungen. Er ist an 14 Patenten beteiligt. 
Er war Mitglied im Vorstand der Wissenschaftlich-Technischen Gesellschaft für Mess- und Automatisierungstechnik (WGMA), Leiter des Fachausschusses Steuerungstheorie der WGMA, Leiter des Kooperationsrates Technische Kybernetik sowie Mitglied des Editorial Boards der internationalen Fachzeitschrift Digital Processes.

## Schriften (Auswahl)
- Das kontaktlose Translog-Signalsystem in Bausteinform (Erstwert, Letztwert, Neuwert). In: Elektrie, Berlin. Jg. 17, H. 2, 1963, S. 41–44.
- Steuerungs- und Regelungstechnik. Lehrbriefreihe 5. Elektrische Bauelemente: Unstetige Steuerungen. Studiengemeinschaft Werner Kamprath, Darmstadt 1967.
- Zur Strukturanalyse und Zustandsminimierung von Folgeschaltungen verschiedener Betriebsarten. Dissertation, Technische Universität, Fakultät für Elektrotechnik, Dresden 1968.
- Zur strukturellen Synthese sequentieller Schaltsysteme. Dissertation B (Habilitation), Technische Universität, Sektion Informationstechnik, Dresden 1971.
- RENDIS – ein universelles Programmsystem zum rechnergestützten Entwurf digitaler Steuerungen. In: messen, steuern, regeln, Berlin. Jg. 16, H. 4, 1973, S. 142–144 und H. 7, 1973, S. 281–284 (mit E. Oberst und P. Hummitzsch).
- Entwurf von Folgeschaltungen. Reihe Automatisierungstechnik, Bd. 158. Verlag Technik Berlin 1974.
- IFAC Symposium Discrete Systems. Dresden, 14. – 19.III.1977. Sponsored by the International Federation of Automatic Control, organized by Wissenschaftlich-Technische Gesellschaft für Mess- und Automatisierungstechnik (WGMA) in der Kammer der Technik, Chairman: H. J. Zander. Verlag KDT/WGMA, Berlin 1977.
- Logischer Entwurf binärer Systeme (drei Auflagen). Verlag Technik Berlin 1982, 1985, 1989, ISBN 3-341-00526-9.
- Modellierung des Gesamtverhaltens von Mikroprogrammsteuerungen. In: Elektronische Informationsverarbeitung und Kybernetik (EIK), Berlin. Jg. 21, H. 7/8, 1985, S. 371–384.
- Steuerungs- und Regelungseinrichtungen. In: Töpfer, H. (Hrsg.), Automatisierungstechnik aus Herstellersicht. Fa. Bürkert Steuer- und Regeltechnik, Ingelfingen 1996, ISBN 3-00-000 666-4.
- Steuerungstechnik – ein Teilgebiet der Automatisierungstechnik. In: Automatisierungstechnik, München.  Jg. 51, H. 3, 2003, S. 136–142 (mit Heinz Töpfer).
- Entwurf von Ablaufsteuerungen für ereignisdiskrete Prozesse auf der Basis geeigneter Steuerstreckenmodelle. In: Automatisierungstechnik, München. Jg. 53, H. 3, 2005, S. 140–149.
- Eine Methode zum prozessmodellbasierten Entwurf von Steueralgorithmen für parallele ereignisdiskrete Prozesse. In: Automatisierungstechnik, München. Jg. 55, H. 11, 2007, S. 580–593.
- Steuerung ereignisdiskreter Prozesse. Neuartige Methoden zur Prozessbeschreibung und zum Entwurf von Steueralgorithmen. Springer Vieweg Verlag, Wiesbaden 2015, ISBN 978-3-658-01381-3, E-Book-ISBN 978-3-658-01382-0.